# Kladruby (ort i Tjeckien, Mellersta Böhmen)
Kladruby är en ort i Tjeckien.   Den ligger i regionen Mellersta Böhmen, i den centrala delen av landet, 60 km sydost om huvudstaden Prag. Kladruby ligger 447 meter över havet och antalet invånare är 201.
Terrängen runt Kladruby är lite kuperad, och sluttar norrut. Runt Kladruby är det ganska glesbefolkat, med 31 invånare per kvadratkilometer. Närmaste större samhälle är Vlašim, 4,1 km sydväst om Kladruby. Omgivningarna runt Kladruby är en mosaik av jordbruksmark och naturlig växtlighet.